# Lángoló sziklák
Koordináták: é. sz. 44° 08′ 19″, k. h. 103° 43′ 40″44.138517°N 103.727783°E
A lángoló sziklák vagy Bayan Zag (mongolul: Баянзаг - szakszaulban gazdag vagy Улаан Эрэг - vörös sziklák) a Góbi sivatag része, Mongólia Dél-Góbi tartományában.
A sziklák izzó narancs színt vernek vissza, innen ered az elnevezés, mely az amerikai paleontológus Roy Chapman Andrews-tól származik az 1920-as évekből. A területen számos fontos fosszíliára bukkantak a kutatók. Legismertebb az első dinoszaurusz tojások felfedezésének helyszíneként, de találtak Velociraptor példányokat is arra.